# 宅地制度審議会
宅地制度審議会（たくちせいどしんぎかい）は、日本の建設省にあった審議会等の一つ。建設省設置法に基づき設置されていた諮問機関である。 

## 概要
1962年に、宅地制度に関する重要事項を調査審議させるために建設省の付属機関として設置された。同年6月8日付では、宅地価格の安定、宅地の流通の円滑化、宅地の確保及び宅地の利用の合理化を図るための制度上の措置についての諮問を、建設大臣から受けた。これに対して、1963年1月30日、同年3月6日に答申を出し、不動産鑑定評価、地価公示制度の創設のもととなった。
1963年3月31日の設置期間満了後は、これに代えて宅地審議会が設置された。この宅地審議会の設置期間に、地価公示法、不動産の鑑定評価に関する法律が制定された。さらに、宅地審議会の第6次答申「都市地域における土地利用の合理化を図るための対策に関する答申」（1967年）が、都市計画区域を市街化区域と市街化調整区域に分ける区域区分（線引き）制度を含む新都市計画法の基礎となったことは、有名である。
宅地審議会は、1968年に住宅審議会と統合して住宅宅地審議会となった。一方、都市計画法に関係することは、都市計画中央審議会が担当することとなった。